# Крал на ринга (1996)
Крал на ринга (1996) (на английски: King of the Ring) е четвъртото годишно pay-per-view събитие от поредицата Крал на ринга, продуцирано от Световната федерация по кеч (WWF). Събитието се провежда на 23 юни 1996 г. в Милуоки, Уисконсин.

## Обща информация
Основното събитие е стандартен мач за Световната титла в тежка категория на WWF. Шон Майкълс побеждава Британския Булдог, за да запази титлата, като Мистър Пърфект е специален гост-съдия. В долната карта е включен турнирът Крал на ринга, спечелен от Ледения Стив Остин.
Другите мачове на ъндъркарда включват мач за Интерконтиненталната титла на WWF между шампиона Златен прах и съперник Ахмед Джонсън, Менкайнд срещу Гробаря, Ултимейт Уориър срещу Джери Лоулър, както и мач за Световните отборни титли на WWF между шампионите Димящите дула (Барт Гън и Били Гън) и Годуин (Хенри O. Годуин и Финиъс И. Годуин).
Речта за победата на Остин, след като печели турнира през 1996 г., дава началото на марката "Austin 3:16", която ще стане една от най-популярните фрази в историята на кеча и събитието е цитирано от WWE като начална точка на Attitude ерата.

## Резултати
| №                                                                        | Резултати | Правила                                                                                                  | Време |
| ------------------------------------------------------------------------ | --- | --- | ----- |
| 1                                                                        | The Bodydonnas (Скип и Зип) (с Клоуди) побеждават Новите рокери (Лейф Касиди и Марти Джанети)                        | Отборен мач                                                                                              | 08:06 |
| 2Т                                                                       | Хънтър Хърст Хелмсли поб. Алдо Монтоя                                                                                | Индивидуален мач                                                                                         | 03:00 |
| 3                                                                        | Ледения Стив Остин поб. Марк Меро (със Сейбъл)                                                                       | Полуфинал за Крал на ринга                                                                               | 16:49 |
| 4                                                                        | Джейк Робъртс поб. Вейдър (с Джим Корнет) чрез дисквалификация                                                       | Полуфинал за Крал на ринга                                                                               | 03:34 |
| 5                                                                        | Димящите дула (Барт Гън и Били Гън) (ш) (със Съни) поб. Годуин (Хенри O. Годуин и Финиъс И. Годуин) (с Хилбили Джим) | Отборен мач за Световните отборни титли на WWF                                                           | 10:10 |
| 6                                                                        | Ултимейт Уориър поб. Джери Лоулър                                                                                    | Индивидуален мач                                                                                         | 03:50 |
| 7                                                                        | Менкайнд поб. Гробаря (с Пол Беърър)                                                                                 | Индивидуален мач                                                                                         | 18:21 |
| 8                                                                        | Ахмед Джонсън поб. Златен прах (ш) (с Марлена)                                                                       | Индивидуален мач за Интерконтиненталната титла на WWF                                                    | 15:34 |
| 9                                                                        | Ледения Стив Остин поб. Джейк Робъртс                                                                                | Финал за Крал на ринга                                                                                   | 04:28 |
| 10                                                                       | Шон Майкълс (ш) (с Жозе Лотарио) поб. Британския Булдог (с Диана Смит и Джим Корнет)                                 | Индивидуален мач за Световната титла в тежка категория на WWF с Мистър Пърфект като специален гост съдия | 26:24 |
| - (ш) – указва шампиона/шампионите в мача - Т – показва, че мача е тъмен | | |       |